# فيلق الجنود المتطوعين
فيلق الجنود المتطوعين (بالإيطالية: Corpo Truppe Volontarie)‏ والمعروفة أيضًا باسمها المختصر (CTV) هي قوة قتالية للجيش البري الفاشي الإيطالي أُرسلت إلى جانب القوة البحرية والجوية لدعم القوات القومية بقيادة الجنرال فرانسيسكو فرانكو ضد الجمهورية الإسبانية خلال الحرب الأهلية الإسبانية 1936-1939.

## البداية
مع بداية الحرب الأهلية الإسبانية في يوليو 1936 عزلت معظم قوات النخبة الوطنية في المغرب الإسباني أو في جزر الكناري. وفي إسبانيا انخرطت تشكيلات صغيرة من القوميين وقوات الحرس المدني في قتال مع الميليشيات الموالية للحكومة وحرس الاقتحام ووحدات الجيش التي ظلت موالية لحكومة الجبهة الشعبية اليسارية. ومما جعل الوضع أكثر صعوبة بالنسبة للقوميين هو أن القوات الجوية والبحرية للجمهورية الإسبانية ظلت بشكل عام موالية للحكومة. وقد يفشل التمرد إن لم تتلق القوات القومية المتمردة في البر الإسباني أي تعزيزات. فأرسل الجنرال فرانكو وغيره من القادة القوميون الآخرون مبعوثين إلى برلين وروما طلبا للمساعدة. فاستجاب الزعيمين الألماني أدولف هتلر والإيطالي بينيتو موسوليني على الفور. حيث أرسلوا طائرات نقل وطواقم إلى المغرب لنقل القوات الاستعمارية جوا من المغرب إلى إسبانيا، مما مكن الجبهة القومية بأخذ زمام المبادرة في البر الرئيسي لإسبانيا.
واستخدم الإيطاليون الموانئ الإسبانية التي سيطر عليها القوميون وأيضا الموانئ البرتغالية لتكون نقاط إمداد وإنزال القوات الإسبانية لدعم التمرد. على العكس من ذلك لم تجد الحكومة الجمهورية الصدى المتوقع من فرنسا والمملكة المتحدة، والتي بدلا من الدخول في صراعات مع القوى الفاشية، اقترحت إنشاء لجنة عدم التدخل لعزل المشكلة الإسبانية. وقد اشتركت في هذه اللجنة 27 دولة أوروبية مهمة. وبدأت الغواصات الإيطالية في إغراق السفن الإسبانية والسوفياتية وغيرها من السفن التي تنقل المواد عبر البحر الأبيض المتوسط إلى موانئ الحكومة الجمهورية. فقامت عصبة الأمم بإنشاء مؤتمر نيون في سبتمبر 1937، الذي صنف تلك العمليات بأنها أعمال قرصنة، واتخذت كلا من البحرية الفرنسية والبحرية الملكية البريطانية اجراءاتها. ولكن كان أداء لجنة عدم التدخل مريبا. فقد واصلت ألمانيا وإيطاليا والبرتغال دعمها الحاسم للمتمردين من خلال توفير المواد والمستشارين والموارد المالية والدبلوماسية. وفي مواجهة هذا الوضع لم تجد حكومة الجمهورية استجابة إلا من الاتحاد السوفيتي فقط، الذي وفر المواد الحربية والمستشارين. وبدأت تلك الفرق والمستشارون في نهاية شهر أكتوبر بالوصول إلى موانئ الجمهورية.
ولد دعم الديكتاتوريات الفاشية للجانب المتمرّد موجة عالمية من التضامن مع الجمهورية، فقامت الشيوعية الدولية بتشكيل الألوية الدولية من المتطوعين لمساعدة الجمهورية. في بداية شهر نوفمبر كان عدد مقاتلي الألوية يتراوح بين 12,000 و 15,000 جندي. رداً على ذلك قرر موسوليني أن ينخرط أكثر في الصراع وقرر إرسال جيش قوي، حوالي 50,000 مقاتل مجهزًا من الحكومة الإيطالية نفسها: فكان فيلق الجنود المتطوعين أو CTV.
كانت المساحة الإقليمية للمناطق العسكرية التي يسيطر عليها القوميون محدودًا للغاية، مقرين بأن القوات البحرية والجوية (FARE) ظلت موالية لحكومة الحكومة الجمهورية. وكان ضروريًا الدعم الإيطالي في تلك الأوضاع، من خلال إرسال طائرات نقل ساعدت في نقل جزء من جيش المتمردين من المغرب إلى شبه الجزيرة (تمكن معظمه من المرور بعد أن نقلت الجمهورية الأسطول بأكمله، ولم يتبق منه سوى مدمرتان هزمهما الطراد الثقيل كناريا والطراد الخفيف ألميرانتي سيرفيرا في معركة رأس سبارطيل). في الوقت نفسه وصلت الإمدادات الإيطالية إلى الموانئ البرتغالية، والتي نقلت بعدها إلى إسبانيا براً. كما تدخلت ريجيا مارينا الإيطالية بقطع الإمدادات عن الجمهورية في البحر الأبيض المتوسط.

## الخصائص

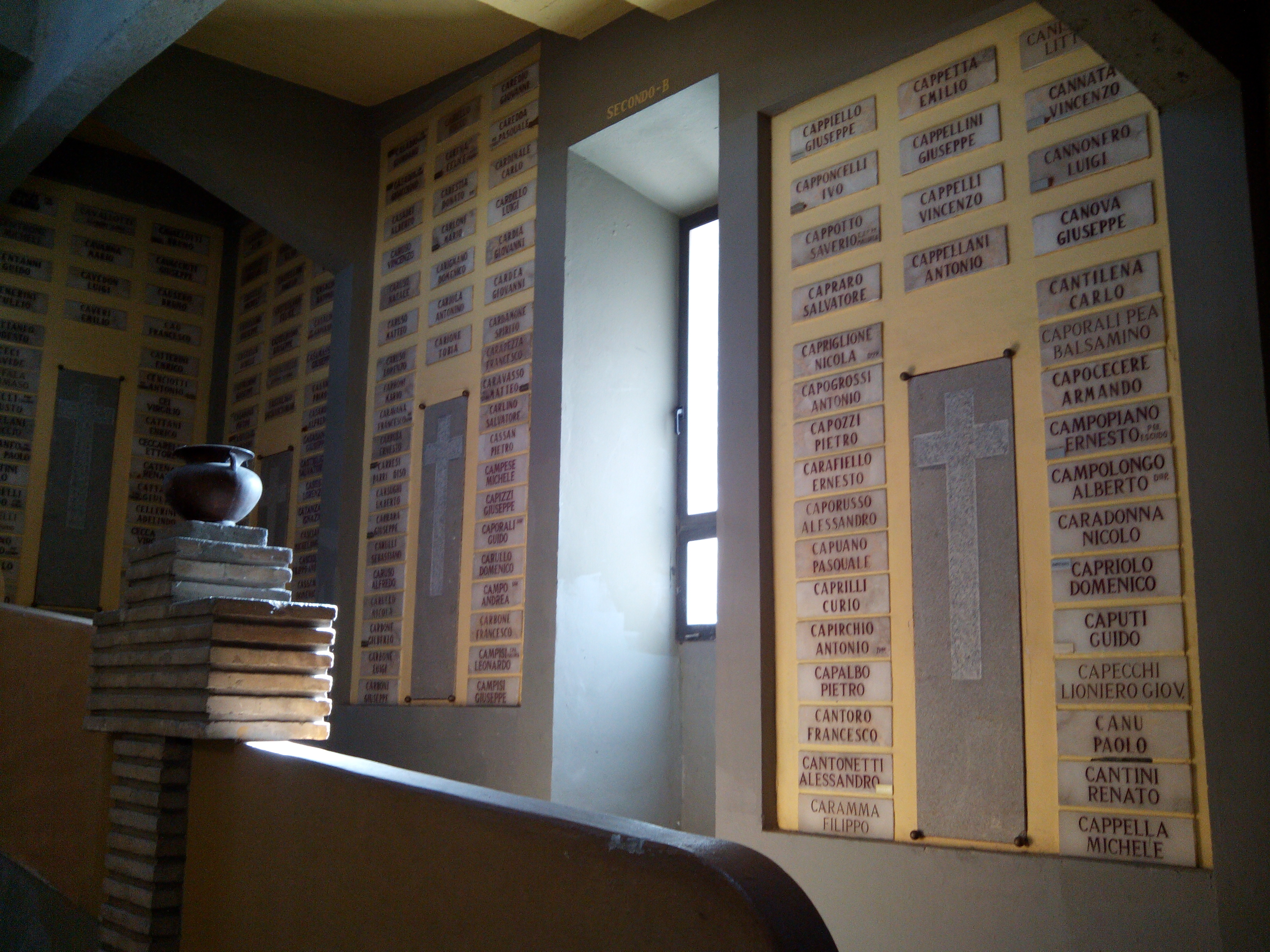
النصب العسكري الإيطالي في كنيسة سان أنطونيو دي بادوا (سرقسطة). حيث دفن في هذه المقبرة معظم الإيطاليين الذين قتلوا في الحرب الأهلية الإسبانية.

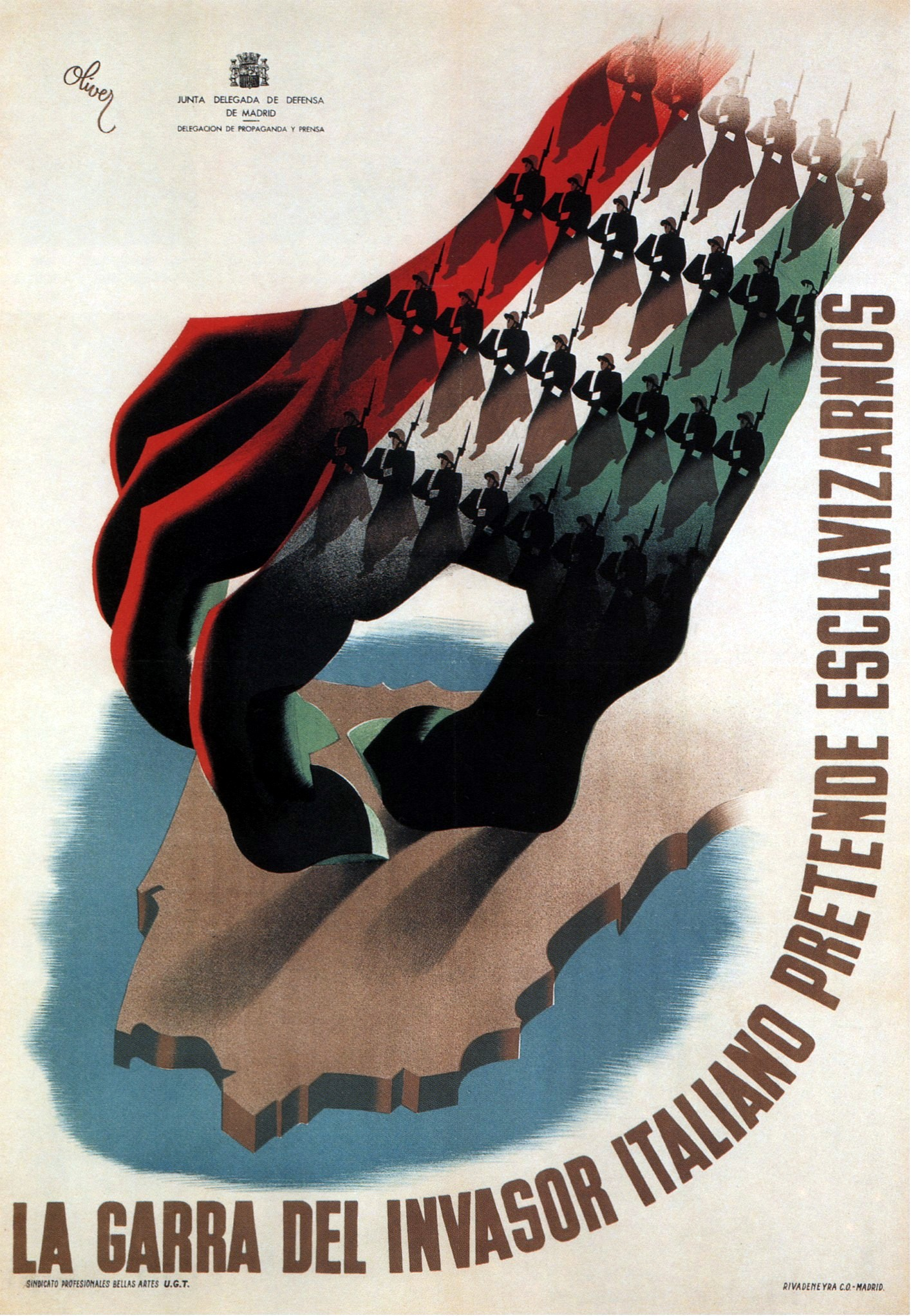
ملصق مناهض للفاشية وضد وجود القوات الإيطالية في إسبانيا.

بلغ إجمالي عدد المقاتلين المسجلين في الفيلق  78000 شخصا (أكثر من ضعف عدد الألوية الدولية)، إلا أنهم لم يتجاوزوا في الوقت الواحد 50,000 مقاتل، وكان ذلك في ربيع 1937. وقد نالوا حظا من الخسائر البشرية: 3,300 قتيل و11,000 جريح و800 أسير أو مفقود.
كان تكوين الفيلق متنوعًا: فقد نزلت المجموعة الأولى من 9000 مقاتل في قادس في أكتوبر 1936؛ وكان تكوينها بالأساس من الميليشيات الفاشية، وكثير منهم من قدامى المحاربين في غزو الحبشة الأخير؛ تم تجنيد مايقرب من 40 ألف جندي في الأشهر الأولى من 1937 من الجيش النظامي والاحتياط والمتطوعين، ومعظمهم من جنوب إيطاليا الفقير والذين وجدوا في المغامرة الإسبانية فرصة مادية جيدة للخروج من معاناتهم المزمنة. وكان عتاد الفيلق العسكري أفضل وأضخم من نظيره الإسباني. ولكن مع ذلك كان تدريب وتحفيز وانضباط تلك القوات ناقصًا نوعا ما، مما أدى إلى إعادة العديد منهم ممن لم يشترك في القتال.
عند مقارنة تعاملهم الإنساني مع القسوة التي اتسمت بها القوات المتمردة في مناسبات عديدة وخاصة المرتزقة: الفيلق والجنود المغاربة، أكد الفيلق الإيطالي CTV أنه وبشكل عام أظهر معاملة إنسانية نسبيًا مع الأعداء والموظفين المدنيين؛ حتى أن المارشال رواتا قال في تقرير أرسله إلى روما أن «جنوده لم يكرهوا العدو». كان الاستثناء هو الضباط الإيطاليون الذين قتلوا عندما تم أسرهم.

## القيادات
فيما يلي قادة فيلق الجنود المتطوعين والمعارك المهمة التي خاضوها أثناء توليهم القيادة:
- الجنرال ماريو رواتا - القائد العام للفيلق، من 1936 إلى 1937
  - معركة مالقة - انتصار القوميين
  - معركة غوادالاخارا - انتصار الجمهوريين
- الجنرال إتوري باستيكو - القائد العام للفيلق سنة 1937
  - معركة سانتاندير - انتصار القوميين
- الجنرال ماريو بيرتي - القائد العام للفيلق من 1937 إلى 1938
  - هجوم أراغون - انتصار القوميين
- الجنرال جاستون جامبارا - القائد العام للفيلق من 1938 إلى 1939
  - هجوم كاتالونيا - انتصار القوميين

## جدول العمليات الرئيسية

### 1936
3 سبتمبر: نزلت في ميورقة قوات كاتالونيا الجمهورية بقيادة النقيب ألبيرتو بايو. كانت تشكيلاتهم هدفًا للقوات الجوية الإيطالية التي هاجمت في 24 أكتوبر. وفي نفس اليوم شنت القاذفات والمقاتلات الإيطالية أول هجوم جوي لها على مدريد. كان الهدف من ذلك أن يُظهر للقوات الجمهورية قوة حلفاء فرانكو. وبدأت  في الأيام التالية سلسلة من التفجيرات في العاصمة الإسبانية.
12 سبتمبر: شاركت الدبابات الإيطالية الخفيفة بإدارة أطقم إيطالية في الاستيلاء على سان سيباستيان.
نهاية أكتوبر: رافقت الدروع الإيطالية رتل خوان ياغوي المتقدم نحو مدريد.
بداية نوفمبر: في إطار معركة مدريد كانت قاذفات فيلق الكندور الألمانية تهاجم أهالي مدريد ومعها مقاتلات إيطالية من ريجيا ايرونوتيكا؛ ورد عليها الإسبان بمقاتلات سوفيتية أطلقوا عليها اسم «شاتوس»، مما أدى إلى بعض الخسائر للإيطاليين.
12 ديسمبر: بعد فشل هجوم فرانكو في مدريد، قرر موسوليني إرسال قوات جيش نظامية إلى إسبانيا. اتخذ موسوليني هذا القرار بعد التشاور مع وزير الخارجية الإيطالي غالياتسو تشانو والجنرال ماريو رواتا، وكانا في ذلك الوقت من أكثر الأشخاص نفوذاً في إيطاليا. أصبح رواتا القائد العام «لقوة التدخل السريع» الإيطالية. أصبح الجنرال لويجي فروشي نائبه.
23 ديسمبر: نزل أول تشكيل من 3000 جندي في قادس. أطلقوا عليها اسم «مهمة الجيش الإيطالي».

### 1937
يناير: استمر دخول قوات الفيلق إلى إسبانيا طوال الشهر، وبلغ عددهم حوالي 44,000 جندي نظامي من الجيش الإيطالي ومليشيات فاشية شبه عسكرية (القمصان السوداء). تم تغيير اسم «القوة الاستكشافية» في أواخر فبراير إلى «فيلق القوات التطوعية» (Corpo Truppe Volontarie أو CTV).
3 فبراير - 8 فبراير: شنت فرقة «ديو لو فولي» الأولى التابعة لـ CCNN هجوماً على مالقة، دعماً للمتمردين. وفي 8 فبراير استولى الإيطاليون والمتمردون على المدينة. كانت معركة مالقة انتصارا حاسما للمتمردين. وقتل في المعركة 74 جنديا إيطاليا وجرح 221 وفقد اثنان.
مارس: بعد نجاح الاستيلاء على مالقة برزت الوحدات الميكانيكية الإيطالية في مواجهة الجيش الإسباني الأقل حداثة، قرر الفيلق الإيطالي الذي تمتع بقدر كبير من الاستقلالية عن قيادة جبهة التمرد تنفيذ هجوم كبير على مدريد في كل مكان. من ممر نهر وادي الحجارة، عرفت باسم «معركة غوادالاخارا» والتي انتهت بانتصار حاسم للقوات الجمهورية، حيث تكبدت القوات الإيطالية خسائر فادحة. تبين أن الدروع الإيطالية التي كان معظمها من دبابات L3/35 لا تضاهي الدبابات التي قدمها الاتحاد السوفيتي للجمهوريين. تم صد الهجوم الإيطالي من خلال هجوم جمهوري مضاد قوي بقيادة الفرقة 11. من بين الفرق الإيطالية الأربعة المعنية، كانت فرقة  ليتوريو الأقل تكبدا للخسائر. فقد عانت فرق CCNN الثلاثة من خسائر فادحة اضطروا إلى إعادة تشكيلها إلى فرقتين ومجموعة من الأسلحة الخاصة (الدروع والمدفعية). تم حل لواء CCNN الثالث واندمج مع لواء CCNN الثاني في أبريل 1937.
الربيع: عانت القوات الإيطالية بعد هزيمة غوادالاخارا من ضعف كبير في استقلاليتها التشغيلية، فأضحت هدفًا لإعادة هيكلة عميقة. بعد انهيار ألوية CCNN بدأ الإيطاليون في الخدمة في وحدات (Flechas Negras) و(Flechas Azules) المختلطة من الإيطاليين الإسبان حيث قدم الإيطاليون الضباط والموظفين التقنيين، بينما خدم الأسبان في القاعدة. وقد خدمت تلك الوحدات على التوالي في إكستريمادورا والباسك من أبريل إلى أغسطس 1937. كما كان في الباسك مجموعة XXIII de Marzo التابعة للفيلق ومعها 11 مجموعة مدفعية.
أغسطس - سبتمبر:قاد الجنرال إتوري باستيكو قوات فيلق المتطوعين بدلا من الجنرال رواتا ومعها الفرقة XXIII di Marzo، التي تشكلت من مجموعة XXIII de Marzo. حطم الفيلق خطوط الجمهوريين بالقرب من سونسيلو، واستولت على ممر إسكودو الجبلي المهم، وتوغلت في العمق في مؤخرة الجيش الجمهوري خلال معركة سانتاندير، مما أدى إلى نصر حاسم للقوميين. بعد ذلك انتقلوا إلى جبهة أراغون. حيث شارك بعض قوات الفيلق CTV في معركة إلمازوكو لكن التفاصيل غير مؤكدة.
شارك فيلق الجنود المتطوعين بالتنسيق مع الجيش في حملته في سانتاندير، حيث دخلت قوات من الوحدة الميكانيكية «ليتوريو» العاصمة يوم 26 أغسطس. هذه هي آخر عملية التي برزت فيها مشاركة الفيلق منفردا. حيث قاتل في العمليات التالية مندمجًا مع جيش المتمردين الأكبر بكثير.

### 1938
شاركت قوات الفيلق الإيطالي في كل العمليات المهمة رغم مساهمته القليلة مقارنة بالموارد الهائلة للطرفين المتحاربين. وعلى الرغم من محاولات موسوليني، ولكنها لم تحقق الاستقلالية في العمل.
مارس:شاركت قوات الفيلق المعاد تنظيمه في الهجوم على أراغون.
مايو: بعد نجاح حملة أراغون، انطلق المتمردون نحو منطقة فالنسيا بهدف مزدوج هو الوصول إلى البحر الأبيض المتوسط، وقطع أراضي الجمهورية إلى منطقتين. ثم توجهوا نحو فالنسيا مقر حكومة الجمهورية.
أغسطس:شاركت قوات الفيلق في هجوم فرانكو المضاد في معركة إبرو التي انتهت بانسحاب الجمهوريين.
ديسمبر: ساهمت قوات الفيلق الصغيرة في حملة كاتالونيا. حيث أوقف فرانكو تقدم وحدات «سيلير» الإيطالية باتجاه الحدود الفرنسية لتجنب التعقيدات الدبلوماسية.

### 1939
مارس: بعد احتلال كتالونيا ركز فيلق CTV على جبهة طليطلة. من هناك شارك في الهجوم الأخير (مسيرة عسكرية) في دخول آرنخويث وأوكانيا والباسيتي وأليكانتي.
مايو - يونيو بعد انتصار فرانكو والمتمردين على الجمهوريين، شارك فيلق CTV في عرض النصر يوم 19 مايو في مدريد. وبعدها تمركز في قادس، حيث أعيدوا إلى وطنهم في 1 يونيو.

## النتائج
كان انتصار القوميين في الحرب الأهلية يوم 1 أبريل 1939 يعني أن الإيطاليين لديهم الآن نظام صديق في غرب البحر الأبيض المتوسط، وإن حصلوا على هذا الصديق بكلفة عالية من الرجال والمواد. ومن بين 78,500 جندي أرسل إلى إسبانيا، قُتل 2989-3819، وأصيب حوالي 12,000 (10,629). وأغلب الإصابات كانت خلال الهجوم على كاتالونيا وأراغون، حيث توفي حوالي 44٪ وجرح 43٪ منهم، أما الباقي فكان خلال هجمات غوادالاخارا وسانتاندير وليفانتي. ترك الجيش الإيطالي وراءه مايقرب من 3400 رشاش و 1400 قذيفة هاون و 1800 قطعة مدفعية و 6800 مركبة و 160 دبابة و760 طائرة. وبينما مثلت المعدات العسكرية خسارة للمخزون العسكري الإيطالي، إلا أن معظمها كان قديم. وكانت الكلفة المالية للحرب أكثر انهاكا. حيث كلف فيلق الجنود المتطوعين CTV إيطاليا مابين 6 و 8.5 مليار ليرة، أي نسبة 14% - 20% من الإنفاق السنوي، ومثل هذا استنزافًا هائلاً للاقتصاد الإيطالي. أدت الكلفة العالية لمغامرة موسوليني في إسبانيا إلى إعاقة إيطاليا بشدة في الفترة التي سبقت الحرب العالمية الثانية.

## وصلات خارجية
- Italian Volunteers in Spain (Italian)
- Italy and the Spanish Civil War